# サルベーション・マウンテン

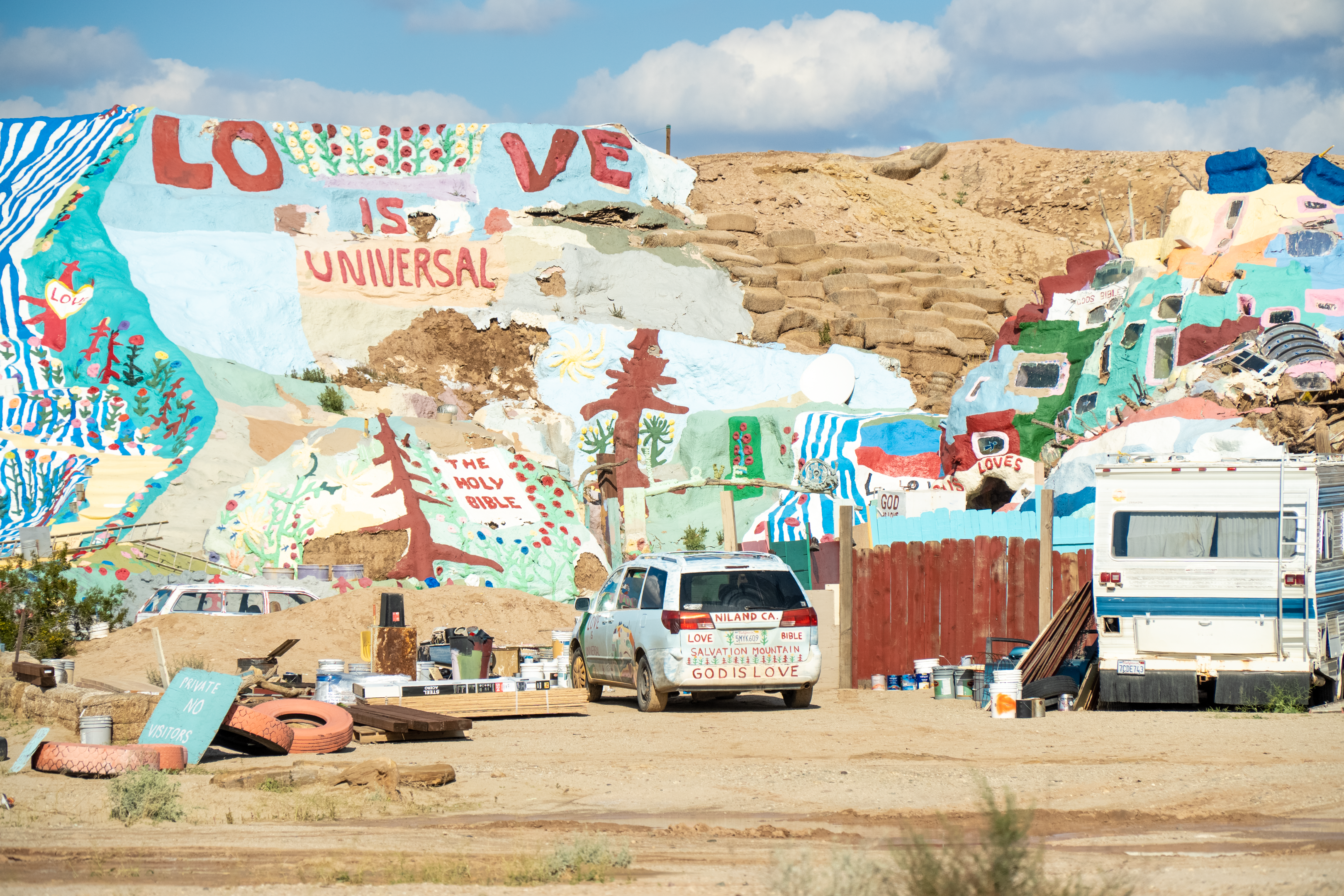
「愛は普遍なり」エリアのサルベーション・マウンテン 。一部干し草の角形ベールが積み上げられているのが見て取れる。(2008年）

サルベーション・マウンテン (英語: Salvation Mountain) は、アメリカ合衆国カルフォルニア州の最南西部インペリアル郡に位置し、オフグリッドのスクワッターと芸術のコミューンであるスラブ・シティに隣接する丘の斜面に、地元住人レナード・ナイト（1931年–2014年）が制作した幻視環境である。
その芸術作品はアドベや干し草の角形ベール、廃棄されたタイヤや窓、自動車の部品、何千ガロンもの塗料で作成されている。全体がキリスト教の格言や聖書の節が鮮やかな色で描かれた数々の壁画によって覆われており、その内容は特に「罪人の祈り」をテーマに構築されている。
特定のキリスト教の宗派や教会には属しておらず、ナイトは長年に渡る複数の教会グループによる取り込みの勧誘を断っていた。
2000年には、アメリカ民俗芸術協会が「保存と保護に値する民俗芸術サイト」と宣言した。
2002年5月15日の米国連邦議会での演説で、カリフォルニア州選出のバーバラ・ボクサー上院議員は「ユニークな幻視彫刻作品...国の宝...非常に奇妙で、素晴らしく親しみやすく、受けている国際的な称賛に値する」と評し、ナイトとサルベーション・マウンテンの名が同議会のアメリカ合衆国議会本会議議事録に正式に記録された。
2011年12月、80歳近いナイトは認知症のためエルカホン市の長期介護施設に入所し、2014年2月10日に同市のエルドラド・ケア・センターで82歳で亡くなった。亡くなる前の2013年5月には、最後にサルベーション・マウンテンを訪れることができ、その訪問はKPBSによって収録された。
2011年、過酷な砂漠という環境のため、絶え間ない維持管理が必要なこのサイトの将来について懸念が持ち上がった。多くの訪問者がプロジェクトに塗料を寄贈しており、ボランティアたちによるグループがサイトの保護と維持に取り組んだ。
2011年2月、プロジェクトを支援するために公的慈善団体「サルベーション・マウンテン Inc.」が設立された。2013年には、アネンバーグ財団が「セキュリティの向上と運営を強化する」資材と設備のため、同団体に32,000ドルの寄付をした。2014年の記事によると、「サルベーション・マウンテン Inc.」は、9人のボランティア理事によって構成された理事会によって運営されていると報じられた。

## 地理

サルベーション・マウンテンのサイン。

カルフォルニア州パームスプリングスから車で南に約90分、メキシコの国境までは44マイル (71 km) の地点にあり、ソルトン湖南端の東側湖岸から数マイル、カリパトリアの北、カリフォルニア州道111号線からナイランドで東に折れた3マイル (4.8 km) 先のカリフォルニア砂漠地帯に位置している。

## 経緯
レナード・ナイトは、1931年11月1日にバーモント州のバーリントン郊外で生まれ、朝鮮戦争に従軍した。1970年代、ナイトは熱気球に「罪人の祈り」を描き、白い布に「神は愛なり (GOD IS LOVE)」と真っ赤な文字を入れるアイデアを思いついた。様々な継ぎ合わせの生地と1つのバーナーから熱気球を製作したが、ナイロンの生地が劣化しそれは飛行することはなかった。1984年までに、ナイトは短期滞在者や退職者のコミューンであるスラブ・シティを見い出し、そこへコンクリートとペンキ製の「小さな記念碑」を残す決意した。しかし5年をかけて、プロジェクトは大きく成長した。
2022年現在のサルベーション・マウンテンは同敷地内を陣取る二代目の建造物である。一代目の制作は1984年に始まった。1989年、暴風雨によって亀裂が入り一代目は崩壊した。コンクリートに砂を入れ過ぎたためだった。しかし、ナイトはこれによって落胆することはなかった。これは「マウンテン」は安全でないという彼への神からの啓示だと受け取った。そして、「もっと利口に」アドべの材料に藁を混ぜるなど、より良い資材と工学を使って現在のサルベーション・マウンテンの制作に取り掛かった。完成した「マウンテン」は、高さは数階建て、幅は100ヤード (91 m) 程のものとなった。

レナード・ナイトが寝起きをしていたピックアップトラックの荷台上に設けられた「小屋」。

1998年、ナイトは「マウンテン」を拡張したいと考え、先住民ナバホ族の伝統的家屋に触発されて、ホーガンの制作を始めた。それはアドベと藁で出来たドーム状の構造で、高温を断熱してくれた。一帯は砂漠地帯の為、夏の気温は118 °F (48 °C) を記録することもあった。ナイトはそこに居住するつもりだったが、彼は常にピックアップトラックの荷台上に設けられた小屋を好み、27年間その小屋に住み続けた。長期に渡って、友人であるスラブ・シティのビル・アモン（通称ビルダー・ビル）から手助けを受けた。
ナイトは、全ての訪問者をサルベーション・マウンテンを無料で案内することで知られていた。レナード・ナイトの記事には、彼は「人類の無条件の愛」のメッセージを伝える「アメリカの幻視的民俗アーティスト」と記された。ナイトは「（スラブ・シティに）偶然に到着し...（しかし）、即座に大規模な福音メッセージを継続する機会を見い出した。彼は素手で山を作った。レナードはサルベーション・マウンテンを創造したのだ。」

## 後年

「ミュージアム」の内部。

ナイトは、好んで「ミュージアム」と呼んでいた新たな構造を制作し始めた。サルベーション・マウンテンの前に制作しようとした膨張した熱気球の片側半分を原型とした。なお原型となる気球はアメリカン・ヴィジョナリー・アート・ミュージアムに展示されている。「ミュージアム」は、マウンテンに設けられた半ドーム型の構造で、友人や訪問者から送られた小物が収容されていた。一つ一つの小物には意義があり、訪問者たちはサルベーション・マウンテンで祈り、自分を神に捧げる象徴として小物を置くために、マウンテンを探し求める場合がそうでない場合より多かった。「ミュージアム」は、アドベと藁だけでなく、車の部品やドームの中でねじれながら頂上まで届く絡みあった木々によっても支えられている。
レナード・ナイトは、2007年に公開されたショーン・ペンの映画『イントゥ・ザ・ワイルド』に本人役で出演した。映画にはサルベーション・マウンテンも登場した。
映画公開後には、教会グループの巡礼地及び好奇心をそそる観光地となり、一日にアメリカ国内外から何百人もの訪問者が訪れるようになった。
晩年の10年は、確実に塗膜が非常に厚くなるよう、ナイトはマウンテンを年に2回塗り替えることを計画した。しかし、2011年の負傷により、この計画を続行することは出来なかった。 その後、公的慈善団体「サルベーション・マウンテン Inc.」が設立され、維持管理を引き継ぐことになり、2021年時点でもいまだ同団体によって管理運営されている。
ナイトの没後に刊行されたナショナルジオグラフィックの記事には、このサルベーション・マウンテンの創造者に対する洞察がもたらされた。
「幻視者（ヴィジョナリー）...レナードは我々の時間の概念を超えて、自分の道から迷うことなくゆっくりと整然と活動した。彼の尽力の唯一の目的は「神は愛なり」というメッセージを広めることだけだった。そして、彼はそのことをマウンテンを訪れた全ての人と共有した。」
2020年の報道によると、この作品は高さ50フィート (15 m) の宗教的な民俗芸術として、またスラブ・シティにとってはコミュニティの非公式の目玉的存在であり、この地域の無政府主義的な創造アイデンティティ（帰属意識）を確固としたものにする存在としている。

## 塗料の有毒性への懸念
1997年7月、インペリアル郡は、サルベーション・マウンテン付近の土壌を検査するために有毒廃棄物専門家を雇い、毒性がある高濃度の鉛が検出されるという結果を示した。ナイトとそのサポーターたちは、ナイトが選ぶ独立した第三者による二回目の検査を行うよう署名を集めた。その検査は反対の結果を示し、非毒性塗料を使用しており土壌に毒性は認められないというというナイトの主張を立証した

## メディアへの登場
- 2008年、バンドのサード・ディ（英語版）が、サルベーション・マウンテンの芸術的描写を表ジャケットに使用したアルバム『リベレーション（英語版）』をリリースした。『リベレーション』のライナーノーツ には、アルバムのアートはサルベーション・マウンテンの「芸術的解釈」であると言明していた[39]。
- ヒュール・ハウザー は、彼のTVシリーズの『カリフォルニアのゴールド（英語版）』で十年越しに2回インタビューを行っている。2回目のインタビューでは、初回インタビュー以降に加えられた変更点を説明している[40]。
- アメリカのシンガーソングライターでラッパーのケシャの曲『Praying（英語版）』のミュージック・ビデオは、一部サルベーション・マウンテンで撮影された[41]。
- 2007年公開の映画『イントゥ・ザ・ワイルド』に登場した[18]。
- ジェレミー・キャンプのミュージック・ビデオ『Dead Man Walking』。
- コールドプレイのシングル『Birds』の2016年に発表されたミュージック・ビデオに登場した[2][3][42]。クリス・マーティンが「ヒッピー・アルバム」と呼ぶ、2015年末にリリースされた『A Head Full of Dreams 』に収録されていた曲であり、カラフルでサイケデリック、かつ幻視的なサルベーション・マウンテンが、アルバムのテーマに合っているとマーティンはインタビューで答えた[2]。